# Departamento de Nkam
Nkam es un departamento de la región Litoral de Camerún. En noviembre de 2005 tenía una población censada de 36 730 habitantes.
Está formado por los siguientes municipios:
- Nkondjock 17,428
- Nord-Makombé 3,999
- Yabassi 12,999
- Yingui 2,304